# Adamów (Kozienice)
Pour les articles homonymes, voir Adamów.
Adamów (prononciation : [aˈdamuf]) est un village polonais de la gmina de Głowaczów dans le powiat de Kozienice de la voïvodie de Mazovie dans le centre-est de la Pologne.
Il se situe à environ 5 kilomètres à l'est de Głowaczów (siège de la gmina), 14 kilomètres au nord-ouest de Kozienice (siège du powiat) et à 70 kilomètres au sud de Varsovie (capitale de la Pologne).
Le village compte une population de 90 habitants en 2021.

## Histoire
De 1975 à 1998, le village appartenait administrativement à la voïvodie de Radom.